# Argiope
Argiope är ett släkte i familjen hjulspindlar som förekommer med omkring 75 arter i tempererade och tropiska delar av hela världen.

## Beskrivning
Hannar är mindre än honor och har osymmetriska markeringar. Under parningstiden bygger hannen ett nät bredvid honans nät. Efter parningen lägger honan 400 till 1 400 ägg i äggsäckar. De nya spindlarna kläcks under hösten men de tillbringar vintern i sina äggsäckar. Äggsäcken består av flera lager silke och skyddar sina invånare från skador. Trots det finns det flera parasitiska insekter som lever i äggsäcken.
Liksom de flesta andra spindlar är arter av släktet ofarliga för människor, även om de kan bitas i försvarssyfte. De livnär sig främst av insekter och kan fälla byten som är dubbelt så stora som de själva. En individ av arten A. savigny iakttogs när den åt en liten fladdermus (Rhynchonycteris naso).